# Valeri Txékhov
Valeri Aleksàndrovitx Txékhov (en rus: Валерий Александрович Чехов), nascut el 27 de novembre de 1955, és un jugador d'escacs rus, ja retirat, que en el cim de la seva carrera jugava sota bandera soviètica. Té el títol de Gran Mestre des de 1982.
Tot i que està retirat del joc de competició des de 2005, a la llista d'Elo de la FIDE de desembre de 2014, hi tenia un Elo de 2457 punts, cosa que en feia el jugador número 245 de Rússia. El seu màxim Elo des de 1990 va ser de 2550 punts, a la llista de gener de 1992 (posició 103 al rànquing mundial).

## Resultats destacats en competició
Txékhov obtingué el títol de Mestre Internacional el 1975, quan guanyà el Campionat del món juvenil celebrat a Tjentište (Bòsnia i Hercegovina). Va ser un jugador especialment actiu durant els anys 1980. Obtingué el títol de GM el 1982, el mateix any que va guanyar, ex aequo amb Anatoli Vaisser, la 36a edició del Campionat de l'RSS de Rússia celebrat a Stàvropol. En torneigs, fou 1r, en solitari o ex æquo a Lviv 1983, Irkutsk 1983, Barcelona 1984, Berlín 1984 (per damunt de Rustem Dautov), Dresden 1985, i a l'obert de Berlín 1986.
Txékhov va jugar durant diverses temporades pel club d'escacs Empor Berlin de la RDA i va contribuir a fer que fos el millor equip del país a finals dels anys 1980. La temporada 1992 / 1993 va coincidir a l'equip de Berlín amb el futur Campió del món Vladímir Kràmnik.
Txékhov, que fou alumne del conegut entrenador d'escacs Marc Dvoretski, va publicar el 1994 un llibre sobre teoria d'obertures, i en concret sobre la variant Sveshnikov de la defensa siciliana:
- Chekhov, Valery. Sizilianisch Sweschnikow-Variante – richtig gespielt (en alemany).  Beyer, 1994. ISBN 3-89168-044-9.

## Partides notables
Anatoli Kàrpov - Valeri Txékhov, Unió Soviètica, 1972.
1.e4 e5 2.Cf3 Cc6 3.Ab5 a6 4.Aa4 Cf6 5.0-0 Cxe4 6.d4 b5 7.Ab3 d5 8.dxe5 Ae6 9.c3 Ae7 10.Cbd2 0-0 11.Ac2 f5 12.Cb3 Dd7 13.Cfd4 Cxd4 14.Cxd4 c5 15.Cxe6 Dxe6 16.f3 Cg5 17.Te1 Tad8 18.De2 c4 19.Th1 f4 20.b3 Ac5 21.Ad2 Tde8 22.a4 Dh6 23.axb5 axb5 24.b4 Ab6 25.Ta6 Te6 26.Txb6 Txb6 27.Df2 Ta6 28.g3 fxg3 29.Dxg3 Ce4 30.Axh6 Cxg3+ 31.hxg3 gxh6 32.f4 Ta3 33.e6 Txc3 34.Ad1 Txg3 35.e7 Te8 36.f5 Tg5 37.f6 Tf7 38.Tf1 d4 39.Af3 Tf5 0-1